# Führerprinzip

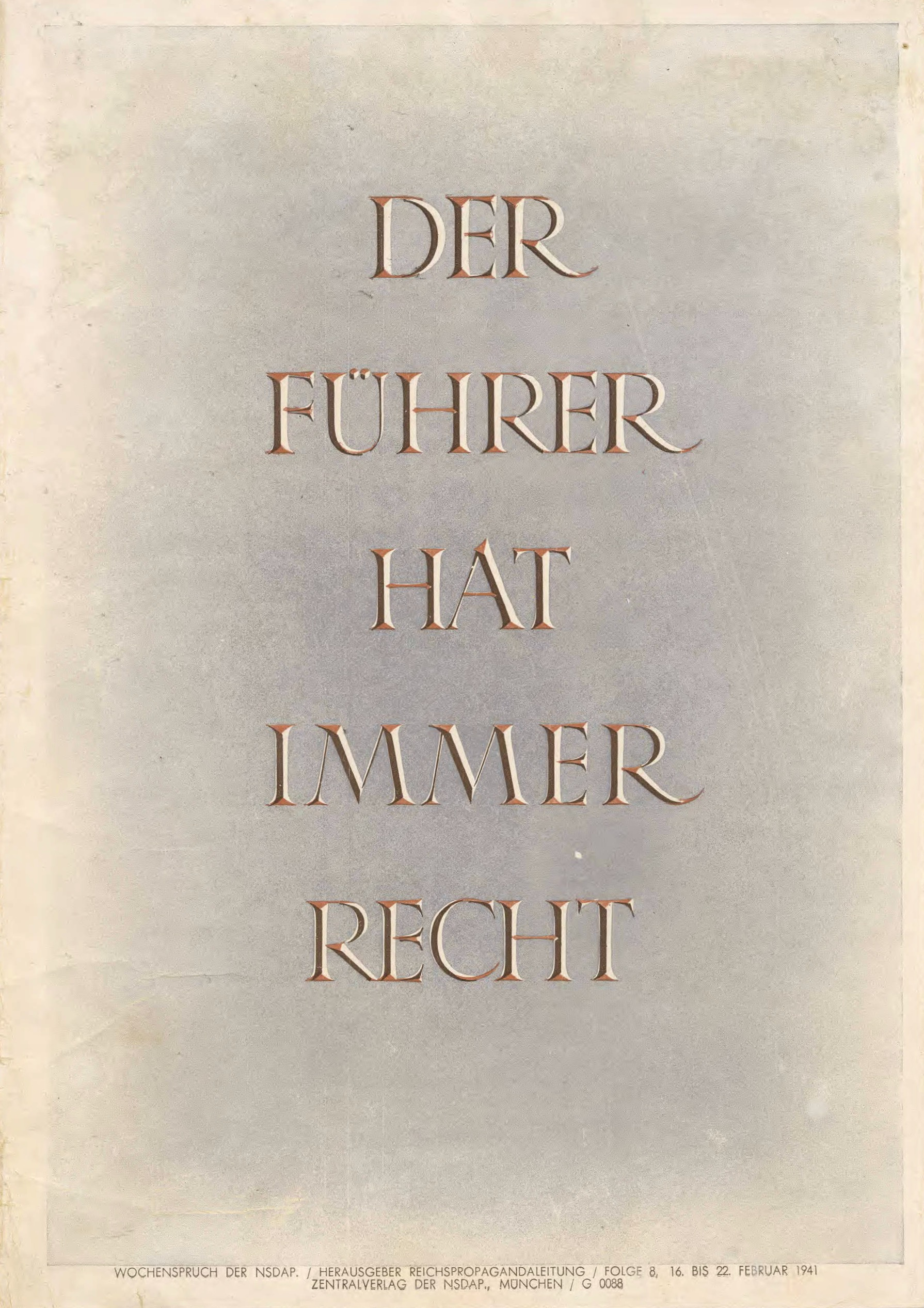
«Il Führer ha sempre ragione», Wochenspruch der NSDAP, 16 febbraio 1941

Il termine tedesco Führerprinzip, traducibile in "principio del capo" o "principio di supremazia del capo", si riferisce ad un sistema gerarchico di leader – simile al sistema militare –  che abbiano un'assoluta responsabilità nell'area di loro competenza e che debbano rispondere solo ad un'autorità superiore pretendendo obbedienza assoluta dai loro inferiori. Al vertice della gerarchia risiede il capo supremo che non deve rispondere delle sue azioni a nessuno ed è somma autorità dello Stato.
Il Führerprinzip venne utilizzato estensivamente nella società della Germania nazista e vide al vertice della piramide di responsabilità Adolf Hitler. Tale principio vide un'applicazione, seppur meno categorica, anche nell'Italia fascista di Mussolini, nella Spagna nazionalista di Franco ed in altri regimi dittatoriali del XX secolo.

## IlFührerprinzipnella Germania nazista
Il Führerprinzip nacque con l'idea stessa di nazionalsocialismo e venne impiegato all'interno di tutte le strutture dello NSDAP, delle SS e delle SA. Le prime lotte all'interno del partito nazista furono quelle dedicate a definire un Führer indiscusso che avrebbe dovuto incarnare il concetto di suprema ed indiscutibile autorità. Hitler, che pure non era tra i fondatori del partito, rapidamente raggiunse il vertice estromettendo tutti coloro che si opponevano alla sua supremazia.
Il periodo della Repubblica di Weimar vide il partito nazista in costante evoluzione, alla ricerca di nuovi leader necessari a ricoprire posizioni chiave. La ricerca, condotta in buona parte personalmente da Hitler, non si basò tanto sulla capacità dei potenziali capi, quanto sulla loro fedeltà assoluta alla sua persona e all'ideologia che propugnava. In breve tempo Hitler ebbe a disposizione un partito rigidamente inquadrato, altamente verticizzato nel quale ogni Befehl (ordine) veniva puntualmente eseguito. L'efficienza organizzativa del partito nazista fu essenziale durante le numerose campagne elettorali che si susseguirono freneticamente negli ultimi anni di vita della Repubblica di Weimar e fu, insieme alle indubbie doti oratorie di Hitler, un elemento essenziale per la presa del potere.
Dopo la conquista del potere, avvenuta il 30 gennaio 1933, il partito nazista trasferì all'intera società civile tedesca il Führerprinzip, trasformando rapidamente la Germania in uno stato totalitario nel corso di un processo chiamato Gleichschaltung, il «coordinamento» di tutti i cittadini tedeschi con il «nuovo ordine» nazista ottenuto attraverso l'eliminazione di ogni forma di individualismo in favore di una società rigidamente strutturata e controllata da capi che rispondevano esclusivamente ad Hitler.
Gli amministratori locali eletti vennero rimpiazzati dai Gauleiter nominati dal partito e tutte le forme di associazionismo vennero forzatamente incluse in nuove organizzazioni naziste. Le nuove strutture che vennero create furono tutte rigidamente gerarchiche, in rispetto del Führerprinzip, ed in molti casi degenerarono in complessi meccanismi burocratici. L'eccessiva burocrazia, in contrasto con la chiara e semplice gerarchia stabilita dal Führerprinzip, fu spesso una scelta politica operata da Hitler e dagli altri gerarchi che si basarono sul principio del divide et impera per evitare pericolosi concorrenti.
La scelta di leader assolutamente fedeli, piuttosto che capaci, fu un'ulteriore complicazione. Albert Speer scrisse successivamente, nelle sue memorie, che spesso i leader nazisti non erano in grado di prendere decisioni in assenza di Hitler. Hitler tendeva a dare ordini verbali piuttosto che direttive scritte e il suo Führerprinzip poteva così essere interpretato in maniera «flessibile» da coloro chiamati ad eseguire l'ordine. Tale caratteristica, in un complesso mondo di lotte per il potere, ebbe spesso risultati catastrofici.

## IlFührerprinzipcome scusante ai processi post-bellici
Durante i processi successivi al conflitto, in particolar modo il Processo di Norimberga e il successivo processo di Gerusalemme intentato ad Adolf Eichmann, il Führerprinzip venne utilizzato come strategia difensiva dagli imputati che si limitarono a dire: «ho fatto solo quello che mi è stato ordinato di fare».